# Jayden Braaf
Jayden Jezairo Braaf (Amsterdam, 31 agosto 2002) è un calciatore olandese, attaccante del Verona.

## Carriera

### Club

#### Gli inizi: Manchester City, Udinese e Borussia Dortmund
Prodotto giovanile di Ajax, PSV Eindhoven e Manchester City, il 1º febbraio 2021 Braaf passa all'Udinese in prestito fino alla fine della stagione. Debutta con il club friulano il 28 febbraio, nella vittoria per 1-0 in Serie A contro la Fiorentina; il 25 aprile 2021, invece, segna il suo primo gol nella vittoria per 4-2 sul Benevento.
Il 27 maggio 2022, si accasa al Borussia Dortmund a parametro zero. Dopo aver saltato le prime gara della stagione per un infortunio al ginocchio, il 20 agosto debutta finalmente in 3. Liga, in una gara contro il Waldhof Mannheim. Durante il suo periodo ai gialloneri non riesce mai ad imporsi come titolare, venendo relegato spesso in panchina. Termina la propria esperienza tedesca con sole 7 presenze.

#### Verona e prestiti a Fortuna Sittard e Salernitana
Il 16 gennaio 2023, passa all'Hellas Verona in prestito fino alla fine della stagione, con opzione di acquisto. Debutta ufficialmente in Serie A il 30 gennaio seguente, in un pareggio esterno contro l'Udinese. Nonostante le poche presenze accumulate, il 2 luglio 2023 viene riscattato per circa milione di euro dalla società veneta, a cui si lega con un contratto triennale.
Il 23 gennaio 2024, viene ceduto in prestito secco al Fortuna Sittard fino al termine della stagione. Debutta in Eredivisie il 3 febbraio seguente, in un match pareggiato in casa per 3-3 contro l'Heerenveen. Tuttavia, la sua esperienza in patria sarà piuttosto deludente, giocando un totale di 43 minuti in 6 presenze. Al termine del prestito non viene riscattato.
A fine prestito fa ritorno agli scaligeri, salvo poi venire nuovamente ceduto a titolo temporaneo l'11 agosto 2024, questa volta alla Salernitana. Debutta con i granata il giorno successivo alla firma, subentrando nei minuti finali di una gara contro lo Spezia valida per il primo turno di Coppa Italia. Sei giorni dopo fa il proprio debutto in Serie B, in occasione di una gara casalinga contro il Cittadella. Il 24 agosto segna anche la sua prima rete, nella sconfitta per 3-2 in casa del Südtirol. Si ripete la settimana seguente, segnando la rete decisiva per la vittoria casalinga contro la Sampdoria al minuto 85. Nella seconda metà di stagione, l'olandese viene escluso molteplici volte dai convocati, terminando la stagione collezionando solamente 18 presenze.   

### Nazionale
Ha giocato nelle nazionali giovanili olandesi Under-15, Under-17 ed Under-18.

## Statistiche

### Presenze e reti nei club
Statistiche aggiornate al 18 gennaio 2025.
| Stagione        | Squadra              | Campionato      | Campionato | Campionato | Coppe nazionali | Coppe nazionali | Coppe nazionali | Coppe continentali | Coppe continentali | Coppe continentali | Altre coppe | Altre coppe | Altre coppe | Totale | Totale | Totale |
| Stagione        | Squadra              | Comp            | Pres       | Reti       | Comp            | Pres            | Reti            | Comp               | Pres               | Reti               | Comp        | Pres        | Reti        | Pres   | Reti   |        |
| --------------- | -------------------- | --------------- | ---------- | ---------- | --------------- | --------------- | --------------- | ------------------ | ------------------ | ------------------ | ----------- | ----------- | ----------- | ------ | ------ | ------ |
| gen.-giu. 2021  | Udinese              | A               | 4          | 1          | CI              | 1               | 0               | -                  | -                  | -                  | -           | -           | -           | 5      | 1      |        |
| 2022-gen. 2023  | Borussia Dortmund II | 3L              | 7          | 0          | -               | -               | -               | -                  | -                  | -                  | -           | -           | -           | 7      | 0      |        |
| gen.-giu. 2023  | Verona               | A               | 6          | 0          | CI              | 0               | 0               | -                  | -                  | -                  | -           | -           | -           | 6      | 0      |        |
| 2023-gen. 2024  | Verona               | A               | 0          | 0          | CI              | 0               | 0               | -                  | -                  | -                  | -           | -           | -           | 0      | 0      |        |
| Totale Verona   | Totale Verona        | Totale Verona   | 6          | 0          |                 | 0               | 0               |                    | -                  | -                  |             | -           | -           | 6      | 0      |        |
| gen.-giu. 2024  | Fortuna Sittard      | ED              | 6          | 0          | CO              | 0               | 0               | -                  | -                  | -                  | -           | -           | -           | 6      | 0      |        |
| 2024-2025       | Salernitana          | B               | 16         | 2          | CI              | 2               | 0               | -                  | -                  | -                  | -           | -           | -           | 18     | 2      |        |
| Totale carriera | Totale carriera      | Totale carriera | 39         | 3          |                 | 3               | 0               |                    | -                  | -                  |             | -           | -           | 42     | 3      |        |

## Palmarès

### Club

#### Competizioni giovanili
- FA Youth Cup: 1

Manchester City: 2019-2020

### Nazionale
- Campionato europeo di calcio Under-17: 1

2019